# ژنتیک میتوکندریایی انسانی

ژنوم میتوکندریایی ۱۶٬۵۶۹ جفت بازی انسانی با کدگذاری پروتئینی، آر ان ای ریبوزومی، و ژن‌های آر ان ای انتقالی.

ژنتیک میتوکندریایی انسانی (انگلیسی: Human mitochondrial genetics) مطالعهٔ ژنتیک دی‌ان‌ای میتوکندریایی انسانی (دی‌ان‌ای موجود در میتوکندری انسان) است. ژنوم میتوکندریایی انسانی تمامیت اطلاعات موروثی موجود در میتوکندریای انسان است. میتوکندری‌ها ساختارهای کوچکی در سلول‌ها هستند که برای استفادهٔ سلول انرژی تولید می‌کنند، و به این دلیل به آنها «نیروگاه‌های» سلول گفته می‌شود.
دی‌ان‌ای میتوکندریایی (mtDNA) از طریق دی‌ان‌ای هسته‌ای (nDNA) منتقل نمی‌شود. در انسان‌ها، مانند بیشتر ارگانیسم‌های چندسلولی، دی ان ای میتوکندریایی تنها از طریق
تخمک مادر به ارث می‌رسد. به هرروی، نظریه‌های وجود دارد مبنی بر این که انتقال پدری mtDNA در انسان‌ها ممکن است در شرایط خاصی به وقوع بپیوندد.
به ارث رسیدن میتوکندریایی بدین ترتیب غیر مندلی است، چنان‌که در قوانین مندل فرض بر این است که نیمی از محتوای ژنتیکی یک تخمک بارور (یاخته تخم) مشتق از هر والد است.
هشتاد درصد کدهای دی ان ای میتوکندریایی رمز ژنتیکی برای آر ان ای میتوکندریایی هستند، و بدین ترتیب بیشتر موتاسیون‌های دی ان ای میتوکندریایی منجر به مشکلات کارکردی می‌شوند که ممکن است خود را در اختلالات ماهیچه‌ای (میوپاتی) نشان دهد.